# Улица Семашко (Липецк)
У́лица Сема́шко — улица в Советском округе Липецка. Проходит от улицы Зегеля до Военного городка параллельно улице Гагарина. Пересекает Липовскую улицу. К нечётной стороне примыкает Нижне-Логовая улица.
Улица сформировалась в процессе коренной перестройки Липецка в 1-й половине XIX века при реализации генерального плана города, утверждённого в 1805 году. Прежнее название — После́дняя у́лица. Этимология этого названия не совсем ясна. Скорее всего, происходило от близости улицы к городской границе. 5 марта 1941 года переименована в честь маршала С. К. Тимошенко. 8 октября 1957 года названа Подго́рной, но уже через две недели — 22 октября вновь переименована в честь Н. А. Семашко — советского государственного деятеля, одного из организаторов советского здравоохранения, уроженца Елецкого уезда.
В основном улица застроена панельными домами. В домах № 5 и 68 находятся средняя школа № 5 и гимназия № 19, соответственно. В доме № 12 — детский сад.

## Транспорт
- авт. 9т, 11, 24, 36, 300, 306, 322, 324, 325, 345, 346, 347, 359, ост.: «Пл. Героев», «Быханов сад».